# Chiesa di Sant'Anna Matrona
La chiesa di Sant'Anna Matrona è una chiesa parrocchiale cattolica di Milano, posta in zona Fiera del quartiere Portello.

## Storia
Per servire le necessità spirituali di un quartiere in fase di progressiva crescita demografica, nel 1959 l'arcivescovo Montini istituì una nuova parrocchia, intitolata a Sant'Anna Matrona, scorporandone il territorio dalle parrocchie di San Pietro in Sala e di San Protaso.
I lavori di costruzione della chiesa parrocchiale, progettata dall'architetto Cassi Ramelli, ebbero inizio nel marzo 1959 e si conclusero l'anno seguente; la chiesa fu inaugurata dall'arcivescovo il 18 dicembre 1960.
Nel 1976 l'area presbiteriale fu ridisegnata per adattare l'altare alle nuove prescrizioni del Concilio Vaticano II.

## Caratteristiche
La chiesa, a pianta basilicale, ha la facciata posta a sud-ovest, in fregio a via Francesco Albani, e il presbiterio a nord-est. Il campanile, di forme slanciate, è posto sul fondo della chiesa, sul lato destro. A sinistra della facciata sorge la canonica.
La facciata a capanna, preceduta da una scalinata, è rivestita nella parte superiore da mattoni a vista e nella parte inferiore da lastre di marmo Botticino; nella facciata si aprono tre ingressi, dei quali il centrale è sormontato da un motivo traforato in forma di croce.
L'interno è a tre navate divise da pilastri a pianta pentagonale; il presbiterio è illuminato da un tiburio ottagonale. Nel seminterrato sono posti i locali parrocchiali.

### Fonti
- Arturo Faccioli (a cura di), Le nuove chiese di Milano 1950-1960, Milano, Arcivescovado, Comitato per le nuove chiese, 1962,  pp. 94-98, ISBN non esistente, SBN MIL0184068.
- Elena Pedrali, S. Anna Matrona, in Cecilia De Carli (a cura di), Le nuove chiese della Diocesi di Milano, 1945-1993, Milano, Vita e Pensiero, 1994,  p. 153, ISBN 88-343-3666-6.
- Elisabetta Susani, Cassi Ramelli. L'eclettismo della ragione, Milano, Jaca Book, 2005,  p. 280, ISBN 88-16-60339-9.

### Ulteriori approfondimenti
- G. Mugnai, La parrocchia di Sant'Anna, in Diocesi di Milano, n. 3, 1961,  pp. 141-145.
- Documentazione 1950-1960, in Fede e Arte, n. 10, 1962,  p. 257.
- A. Coccia, La scultura nelle nuove chiese, in Nuove Chiese, n. 2, 1967,  p. 47.
- A. Mosca, L'ammirevole semplicità di una chiesa, in Nuove Chiese, 1 bis, 1967,  pp. 13-19.